# Humfred IV van Toron

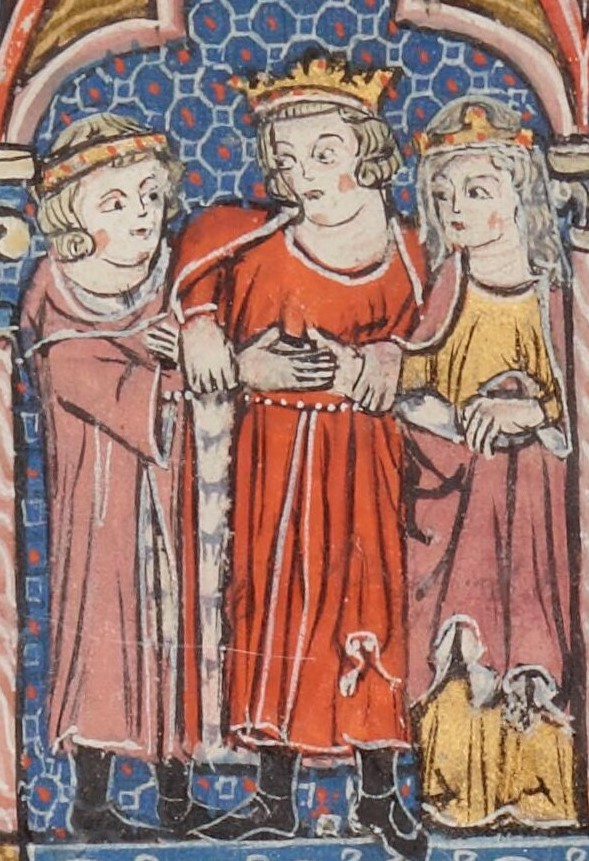
Koning Boudewijn (IV) zegent het huwelijk tussen Humfred en Isabella.

Humfred IV van Toron (ook wel Humpfrey, Homfried of Onfroy) (c.1166 - c.1192) was heer van Toron, Kerak en de Buiten-Jordaan, en behield dit als vazalschap van het koninkrijk Jeruzalem.

## Levensloop
Humfred was een zoon van Humfred III van Toron en Stephanie van Milly, zijn vader overleed vroeg. Zijn moeder huwde nog tweemaal, eerst met Miles van Plancy en daarna met Reinoud van Châtillon. In 1180 verlooft Humfred zich met Isabella van Jeruzalem, dochter van koning Amalrik I van Jeruzalem, in november 1183 huwen zij in de burcht Kerak, precies op hetzelfde moment werd de burcht belegerd door Saladin vanwege een dispuut met Humfreds stiefvader Reinoud. In 1187 is Humfred aanwezig tijdens de Slag bij Hattin en wordt daarna gevangengenomen, later wordt hij vrijgelaten en neemt de verdediging van Kerak op zich. Een andere bron vermeld juist dat Humfried in Jeruzalem verbleef en na het beleg van Jeruzalem (1187) gevangen werd genomen, zijn moeder weet hem vrij te krijgen na het beloven van de overgaven van de kastelen Kerak en Montreal, echter zouden de garnizoenen dit later niet doen In 1190 wordt zijn huwelijk met Isabella geannuleerd omwille van het behoud van het koninkrijk, zij trouwt vervolgens met Koenraad van Monferrato en dispenseert Humpfrey met het regentschap van Toron. Humpfrey vormt vervolgens een alliantie met Guy de Lusignan en later ook met koning Richard I van Engeland. Hij is betrokken bij onderhandelingen tussen Richard en Saladin, zo is hij in gesprek met al-Adil (broer van Saladin) in Lydda. In 1192 wordt Koenraad van Montferato vermoord, Humfred wordt verdacht net als Richard en Guy. Na 1192 wordt niet veel meer van Humfred vernomen, men vermoedt dat hij overleden is aan een heersende ziekte, zijn moeder en later zus Isabella krijgen de rechten over Toron.